# 王安祈
王安祈1955年出生於台北，國立臺灣大學文學博士，自國立臺灣大學講座教授退休後，獲選為臺灣大學名譽教授。2002年擔任國光劇團藝術總監，身兼臺灣劇作家、劇評家、戲曲研究學者及教授等身分。學術研究傑出獲臺灣大學「胡適講座」，國科會傑出獎，優良獎（三次）。獲清華大學傑出教學獎（三次），台灣大學傑出教學獎（一次）。
王安祈從小受到家人喜愛京劇影響，也對京剧著迷，並且視戲曲為終身志業，致力於推動台灣戲曲「現代化」。有著深厚的古典文學底蘊，王安祈的傳統戲曲作品深具質量，並情感豐沛、反映當代思維，且充分運用典雅詞彙掌握戲曲寫意劇場特色。為王安祈執筆國家文藝獎得主藝術家素描的評論人王友輝稱她為「實務與理論兼具的傑出劇作家」。中國編劇陳亞先則在為其《當代戲曲》一書序言寫道：「她的文章不是在賣弄自己，是在好心好意地關注別人。」。
王安祈先後在國立臺灣大學中國文學系取得學士（1977年畢業）、碩士（1980年畢業）以及博士學位（1985年）。自1985年起在清華大學中文系任教，1990年升為正教授，1992年擔任系主任。2009年轉至台灣大學戲劇系所，2010年升為特聘教授，2018年升為講座教授。2019年夏以講座教授退休，獲聘為臺大名譽教授。
其新編劇本曾獲新聞局金鼎獎、教育部文藝獎、編劇學會魁星獎、文藝金像獎（連獲四屆），金曲獎最佳作詞獎，1988年因編劇榮獲十大傑出女青年，2002年起接掌國光劇團藝術總監長達20多年，致力於推動戲曲現代化及文學化，其作品屢屢獲獎。2005年獲得國家文藝獎，同年得獎人包括電影導演侯孝賢、小說家鄭清文以及編舞家林麗珍等藝術家；2019年獲得第卅屆傳藝金曲獎特別獎。

## 生涯

### 教學生涯
王安祈曾在1985年至2009年之間於國立清華大學中國文學系和中國文學研究所任教。1990年起升為正教授，並在1991年至1994年間擔任主任一職。2006年升任特聘教授。自2009年起轉至國立臺灣大學戲劇學系暨研究所任教，並在2018年升任臺大講座教授，在清大和臺大教學生涯中開立中國文學史、詞選、戲曲選、中國歷代劇本選、明清傳奇研究、當代戲曲、戲曲專題、戲曲編劇等課程。

### 經歷、作品
1985年起開始在清華大學任教，同時開始創作戲曲，新編京劇。為陸光國劇隊新編《新陸文龍》《淝水之戰》《通濟橋》《袁崇煥》等四部京劇劇本(由朱陸豪、吳興國、周正榮、馬維勝、吳劍虹、郭勝芳等主演)。同年起為郭小莊雅音小集新編創新京劇《再生緣》《孔雀膽》《紅綾恨》《問天》《瀟湘秋夜雨》(由郭小莊、曹復永、吳劍虹等主演)。為吳興國[當代傳奇劇場]新編《王子復仇記》(吳興國、魏海敏主演)。為盛蘭國劇團新編《[紅樓夢]》（馬玉琪、魏海敏主演）。為果陀劇團新編舞台劇《天龍八部之喬峰》(柯叔元、張雨生、王友輝主演)。
2002年起擔任國立國光劇團藝術總監，以現代化與文學性為發展原則。新編《王有道休妻》、《三個人兒兩盞燈》、《金鎖記》（與趙雪君合編）、《青塚前的對話》、《孟小冬》、《百年戲樓》（與周慧玲、趙雪君合編）、《水袖與胭脂》、《探春》、《十八羅漢圖》（與劉建幗合編）、《孝莊與多爾袞》（與林建華合作）、《關公在劇場》、《繡襦夢》(與林家正合編)、《天上人間李後主》(與陳健星合編)、協力編劇《夢紅樓  乾隆與和珅》(林建華主創)。2025年更新編《精衛》，從神話精衛鳥視角直探現代史人物汪精衛內心，並嘗試京劇與現代舞跨界新形式。而跨界並非只此一部，早在2008年即曾與羅伯威爾森導演合作將英國吳爾芙小說以意象劇場呈現《歐蘭朵》，魏海敏主演。王安祈還改編《閻羅夢》、《李慧娘》、《瓊林宴》、《繡襦記》、《天雷報》崑劇《長生殿》等。劇作多由國光劇團魏海敏、唐文華、溫宇航、朱勝麗、陳美蘭、盛鑑等主演，李小平、戴君芳、王冠強導演。
應國家交響樂團(NSO)之邀新編歌劇《畫魂》（錢南章作曲。田浩江、朱苔麗）。新編崑劇《煙鎖宮樓》（上昆沈佚麗、余彬、羅晨雪、黎安主演）。改編崑劇《牡丹亭》（史依弘、張軍）。
詳細資料與著作目錄請參考 台灣大學戲劇學系網頁，點選師資/名譽教授/王安祈/詳見個人網頁。
2021年底，王安祈發布請辭國光劇團藝術總監一職消息讓戲曲社群感到震驚，但在文化部長李永得慰留下持續留任。

## 獎項
| 年份 | 獎項                                                                   |
| ---- | ---------------------------------------------------------------------- |
| 1985 | 文藝金像獎最佳編劇獎                                                   |
| 1986 | 文藝金像獎最佳編劇獎                                                   |
| 1987 | 文藝金像獎最佳編劇獎                                                   |
| 1988 | 金鼎獎作詞獎                                                           |
| 1988 | 教育部文藝創作獎                                                       |
| 1988 | 十大傑出女青年                                                         |
| 1990 | 文藝金像獎最佳編劇獎                                                   |
| 1995 | 編劇學會魁星獎                                                         |
| 2005 | 第9屆國家文藝獎 （與侯孝賢、錢南章、林麗珍、李敏勇同年獲獎）           |
| 2010 | 第21屆金曲獎傳統暨藝術音樂類 最佳作詞人 （獲獎作品：《青塚前的對話》） |
| 2019 | 第30屆傳藝金曲獎特別貢獻獎                                             |

| 年份 | 作品                 | 獎項                     |
| 2003 | 《閻羅夢》           | 台新藝術獎年度十大節目獎 |
| 2004 | 《王熙鳳大鬧寧國府》 | 台新藝術獎年度十大節目獎 |
| 2006 | 《三個人兒兩盞燈》   | 台新藝術獎評審團特別獎   |
| 2007 | 《金鎖記》           | 台新藝術獎年度十大節目獎 |
| 2007 | 《青塚前的對話》     | 台新藝術獎年度十大節目獎 |
| 2012 | 《百年戲樓》         | 台新藝術獎年度十大節目獎 |
| 2015 | 《十八羅漢圖》       | 台新藝術獎年度五大節目獎 |
| ---- | -------------------- | ------------------------ |

| 年份 | 頒獎典禮             | 獎項   | 結果 |
| ---- | -------------------- | ------ | ---- |
| 2019 | 第30屆傳統藝術金曲獎 | 特別獎 | 獲獎 |

## 外部連結
- 國家文藝獎 / 第九屆-王安祈 / Wang An-chi  （页面存档备份，存于）
- 王安祈：传统戏曲 贵在创新  （页面存档备份，存于）